# Predavec
Predavec is een plaats in de gemeente Kloštar Ivanić in de Kroatische provincie Zagreb. De plaats telt 240 inwoners (2001).